# 中野谷 (安中市)
中野谷（なかのや）は、群馬県安中市の地名。郵便番号は379-0125。面積は4.29km2(2010年現在)。

## 地理
碓氷川右岸南方に東西に長く広がる台地上、猫沢川の上流域に位置している。妙義山、稲含山、榛名山、赤城山、浅間山を四方に眺望できる絶景の丘陵地帯である。

## 歴史
江戸時代頃からある地名である。はじめ幕府領、寛永年間には総社藩領、前橋藩領や旗本小幡氏、河田氏、石丸氏、小笠原氏の相給となった。

### 年表
- 1889年4月1日 町村制施行により、中野谷村は鷺宮村、上間仁田村、下間仁田村と合併して東横野村が成立する。
- 1955年3月1日 東横野村は、（旧）安中町、秋間村、磯部町、原市町、板鼻町、岩野谷村、後閑村と合併して安中町となる。そのため、安中町中野谷となる。
- 1958年11月1日 市制施行により、安中町は安中市となる。そのため安中市中野谷となる。

### 地名の由来
妙義山麓にあって細長く、碓氷郡、緑野郡、甘楽郡、片岡郡の中に横たわるために中野谷と称した。

## 世帯数と人口
2017年（平成29年）7月31日現在の世帯数と人口は以下の通りである。
| 大字   | 世帯数  | 人口  |
| ------ | ------- | ----- |
| 中野谷 | 355世帯 | 972人 |

## 教育
市立小・中学校に通う場合、学区は以下の通りとなる。
| 番地 | 小学校               | 中学校             |
| ---- | -------------------- | ------------------ |
| 全域 | 安中市立東横野小学校 | 安中市立第二中学校 |

## 交通

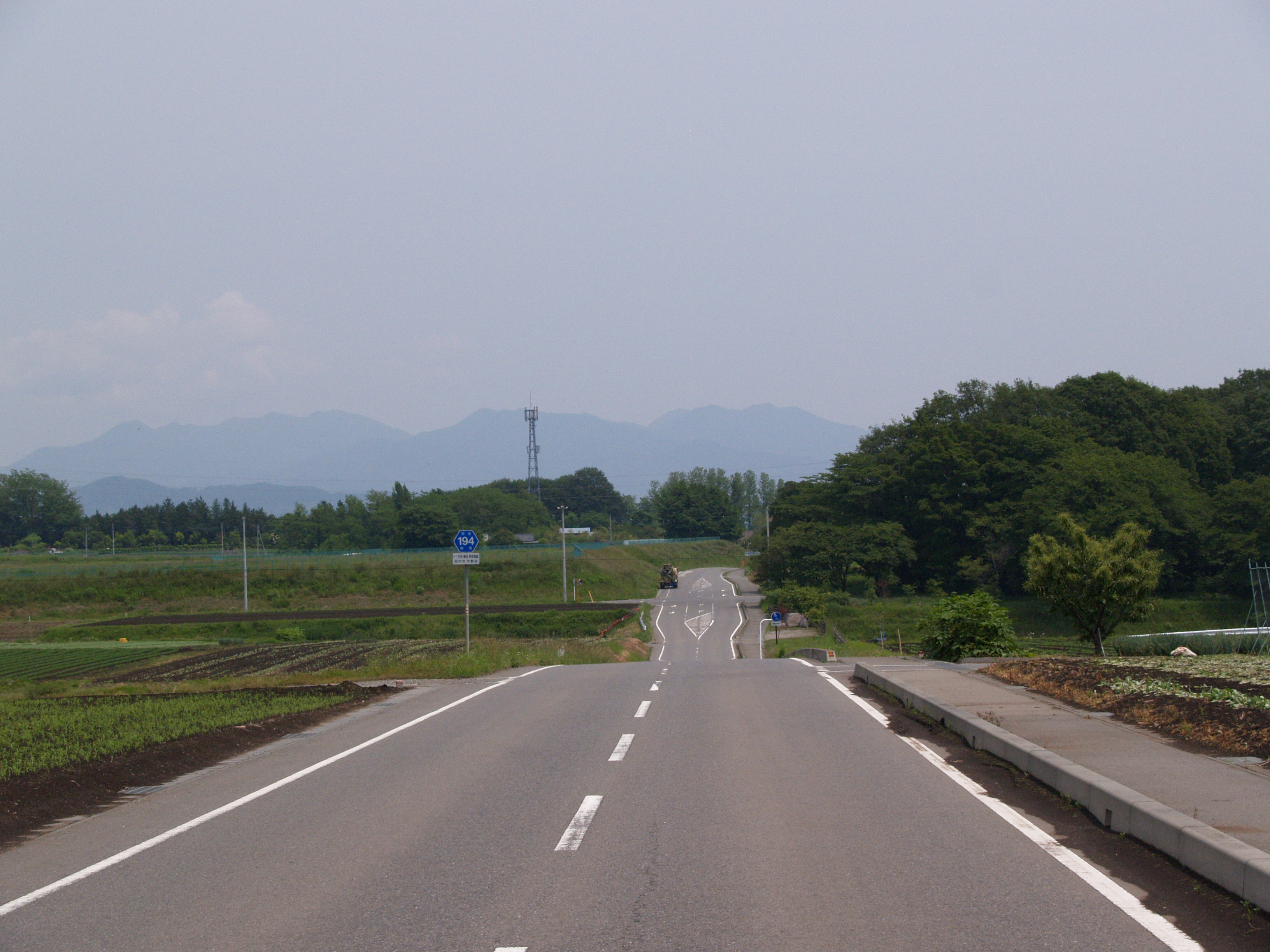
町内を通る群馬県道194号宇田磯部停車場線

### 鉄道
同町に鉄道駅はない。

### 道路
国道は通っていない。県道は群馬県道48号下仁田安中倉渕線、群馬県道194号宇田磯部停車場線、群馬県道217号松井田中宿線、群馬県道218号中野谷富岡線が通っている。

## 施設
- 中野谷簡易郵便局
- 安中市観光公園
- 中野谷神社
- 羊神社

## 避難所
指定緊急避難場所
- 上宿公会堂 (避難スペースが狭小である。)[6]
- 中屋敷公会堂
- 共立集会所

指定避難所
町内に安中市から指定された避難所は無いため、東横野地区の別の町の避難所に避難することとなる。